# 東京サウンド
東京サウンド（とうきょうサウンド）は、東京都杉並区に本社を置いていた音響機器メーカー。
エレクトリックギターおよびエフェクターなど電気楽器周辺機器のGuyatoneブランド、業務用音響機器、音楽用通信機器のREXERブランド、真空管オーディオアンプなどの音響機器 SOUNDブランドを展開していた。

## 概要
1933年（昭和8年）に創業し、翌年に日本国産初のバリレラ型モノラルカートリッジを開発、SOUNDブランドで発売している。同時に真空管ギターアンプをGuyatoneブランドで発売開始。
1956年（昭和31年）7月に法人を設立。
1950年代に日本で初めてエレクトリックギターを開発し、そのパイオニア的存在として高い知名度を有していた。
しかし、バンドブームやオーディオブームが去るなど音楽市場が衰退し、2012年には年売上高が最盛期の10分の1に減少。経営改善を行うも改善せず資金繰りが悪化し、2013年1月31日をもって営業を停止した。負債は約2億2000万円。

### 主なブランド・製品
Guyatone

REXER
スピーカー、アンプ、ミキサー、周辺機器等の業務用音響機器。
楽器用及び業務用ワイヤレスマイク装置。
SOUND
- Valve100

出力段に6L6GCをL,Rに1本ずつ用いたシングル構成の真空管プリメインアンプ。
- Valve300

出力段に6L6GCをL,Rに2本ずつ用いたプッシュプル構成の真空管プリメインアンプ。
- Valve X SE

真空管ヘッドフォンアンプ。

## 脚註
1. ↑  みんなで知ろう杉並の産業 (PDF) （杉並産業協会）
2. ↑  東京サウンド株式会社 - 大型倒産速報 | 帝国データバンク［TDB］ Archived 2013年2月10日, at the Wayback Machine.（2013年2月7日付）